# Ana Claudia Quintana Arantes
Ana Claudia de Lima Quintana Arantes (São Paulo, 1970) é uma médica, escritora, palestrante e professora brasileira reconhecida por seu trabalho pioneiro em cuidados paliativos, envelhecimento e abordagem humanizada da morte e do luto. Fundadora da Associação Casa do Cuidar e da Casa Humana, é referência nacional na área de cuidados paliativos.

## Formação e carreira
Formou-se em Medicina pela Universidade de São Paulo em 1993. Realizou residência médica em Geriatria e Gerontologia no Hospital das Clínicas da FMUSP entre 1994 e 1997, obtendo o título pela Sociedade Brasileira de Geriatria e Gerontologia (SBGG). Especializou-se em Cuidados Paliativos pelo Instituto Pallium e pela Universidade de Oxford, além de pós-graduação em Psicologia – Intervenções em Luto pelo Instituto 4 Estações.

## Atuação profissional
Fundou em 2007 a Associação Casa do Cuidar, instituição que oferece cursos de formação em cuidados paliativos para profissionais de saúde. Em 2019, criou a Casa Humana, oferecendo assistência domiciliar para pacientes em fase avançada de doenças.
Ana Claudia ficou conhecida após a palestra TEDx intitulada "A morte é um dia que vale a pena viver", onde defende uma abordagem compassiva e digna da morte. Essa palestra inspirou um dos seus livros mais famosos, homônimo, publicado em 2016.

## Obras publicadas
- A morte é um dia que vale a pena viver (2016) – Editora Sextante[8]
- Linhas Pares (2019) –  Scortecci Editora
- Histórias lindas de morrer (2020) – Editora Sextante
- Pra vida toda valer a pena viver (2021) – Editora Sextante
- Clinical Assessment of Human Suffering: Planning Care in the End of Life (2021, sem edição em português) – Editora Springer[9]
- Mundo Dentro (2022) – Editora Sextante
- Cuidar até o fim: Como trazer paz para a morte (2024) – Editora Sextante
- Onde fica o céu? (2025) – Editora Sextante

Suas obras abordam de forma sensível e direta questões relacionadas à finitude, cuidados paliativos e qualidade de vida no enfrentamento de doenças graves. Seu livro mais famoso, A morte é um dia que vale a pena viver, também foi publicado em Portugal, México, Itália, EUA, Japão, Rússia e Coreia do Sul.

## Reconhecimento
Ana Claudia Quintana Arantes teve participação ativa na elaboração da Política Nacional de Cuidados Paliativos, publicada pelo Ministério da Saúde do Brasil em 2024, contribuindo para ampliar o acesso da população brasileira a cuidados paliativos especializados.
Seus livros e iniciativas despertaram o interesse de um amplo público, incluindo celebridades que se identificaram com suas obras e se tornaram apoiadores de seus projetos.

## Televisão
A Dra. Ana Claudia Quintana Arantes participou de uma editoração especial em um bloco do Programa Fantástico, da TV Globo, onde durante meses acompanhava algumas pacientes com doenças incuráveis e que estavam sobre cuidados paliativos, mostrando para público a luta e a perseverança dessas pessoas.

A novela Bom Sucesso, da TV Globo, teve parte de sua trama inspirada no livro de Ana Claudia, A morte é um dia que vale a pena viver (2019). O enredo acompanha Alberto (Antônio Fagundes), um empresário ranzinza que está em estágio terminal, e que aprende a lidar com a finitude da vida auxiliado, entre outros aspectos, pelos livros como o de Ana Claudia.